# Peter Vuta
Peter Vuta, né le 10 novembre 1952 est un homme politique vanuatais.

## Biographie
Né et scolarisé dans ce qui est alors la colonie franco-britannique du condominium des Nouvelles-Hébrides, il étudie ensuite trois ans à l'École de Technologie des Fidji. De 1977 à 1980, il travaille au département du trésor public du gouvernement autonome des Nouvelles-Hébrides. La colonie devient la république indépendante de Vanuatu en 1980, et de 1981 à 1983, Peter Vuta siège au conseil municipal de Luganville. Il travaille par la suite comme comptable pour le gouvernement.
Il souhaite être candidat pour le Vanua'aku Pati aux élections législatives de 2002, mais n'est pas retenu par ce parti et se présente donc la circonscription d'Ambae sans étiquette, et sans succès. Il co-fonde alors en 2003 le Parti d'action populaire, qui n'a de présence que sur les îles d'Ambae et d'Espiritu Santo, et est élu député au Parlement de Vanuatu avec cette étiquette aux élections de 2004,. En 2006, le Premier ministre Ham Lini le nomme ministre chargé des relations avec le Parlement (en anglais, Leader of Government Business). Réélu député en 2008, il est vice-président du Parlement de 2008 à 2009. Réélu en 2012, il est battu dans sa circonscription aux élections de 2016.